# Sæmundr Sigfússon
Sæmundr Sigfússon zw. Sæmundr fróði (Sæmundr Uczony) (ur. 1056, zm. 22 maja 1133) – islandzki uczony, dziejopisarz i ksiądz.
Dotychczas uważano, że studiował w Paryżu i uległ wpływom kultury średniowiecznej Francji, jednak raczej chodzi o Frankonię. Na Islandii utworzył szkołę w Oddi.
Do jego dzieł zalicza się pracę, napisaną po łacinie, o dziejach norweskich rodów królewskich. Praca ta zginęła, jednak jest cytowana przez wielu późniejszych autorów, m.in. przez Snorri Sturlusona.